# مگومی ساتو (بازیگر)
مگومی ساتو (انگلیسی: Megumi Sato; ۱۷ نوامبر ۱۹۸۴ – ) بازیگر، و صداپیشه اهل ژاپن بود. وی از سال ۲۰۰۱ میلادی تاکنون مشغول فعالیت بوده‌است.